# Cantone di Niederbronn-les-Bains
Il Cantone di Niederbronn-les-Bains era una divisione amministrativa dell'arrondissement di Haguenau.
A seguito della riforma approvata con decreto del 18 febbraio 2014, che ha avuto attuazione dopo le elezioni dipartimentali del 2015, è stato soppresso.

## Composizione
Comprendeva i comuni di:
- Bitschhoffen
- Dambach
- Engwiller
- Gumbrechtshoffen
- Gundershoffen
- Kindwiller
- Mertzwiller
- Mietesheim
- Niederbronn-les-Bains
- Oberbronn
- Offwiller
- Reichshoffen
- Rothbach
- Uberach
- Uhrwiller
- Uttenhoffen
- La Walck
- Windstein
- Zinswiller